# Peridiniales
Peridiniales es un orden de organismos unicelulares de la superclase Dinoflagellata, clase Dinophyceae, con dos flagelos heterocontos en el sulco y el cíngulo. Son muy numerosos en el plancton. La división celular es oblicua, cada célula hija se lleva la mitad de la teca.

## Galería

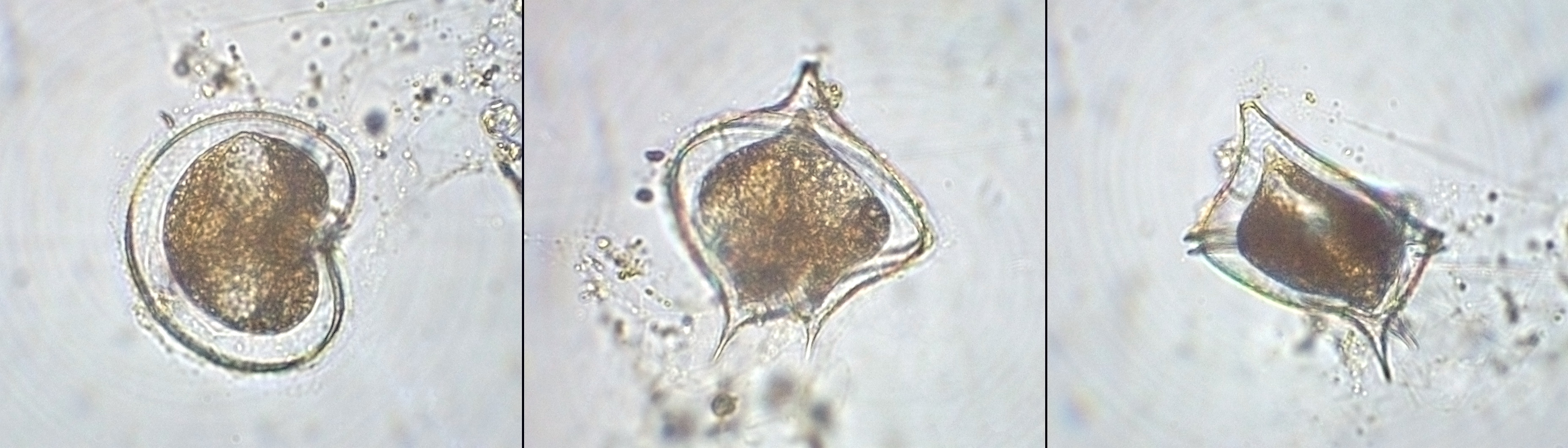
Protoperidinium

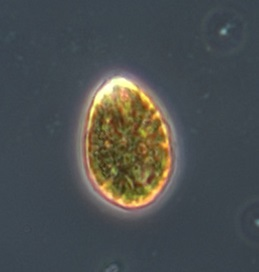
Ostreopsis
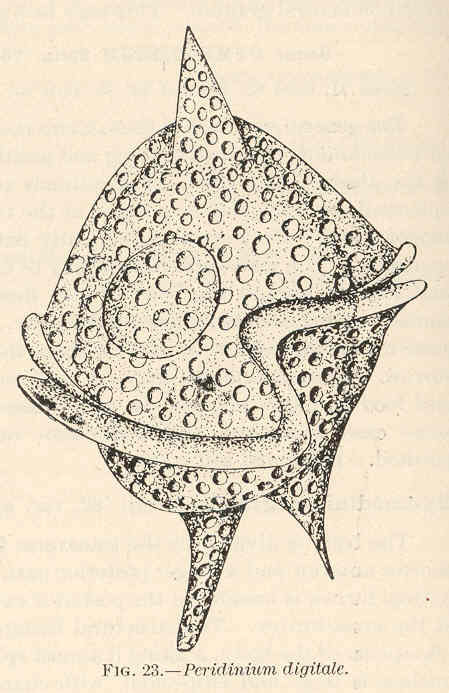
Peridinium
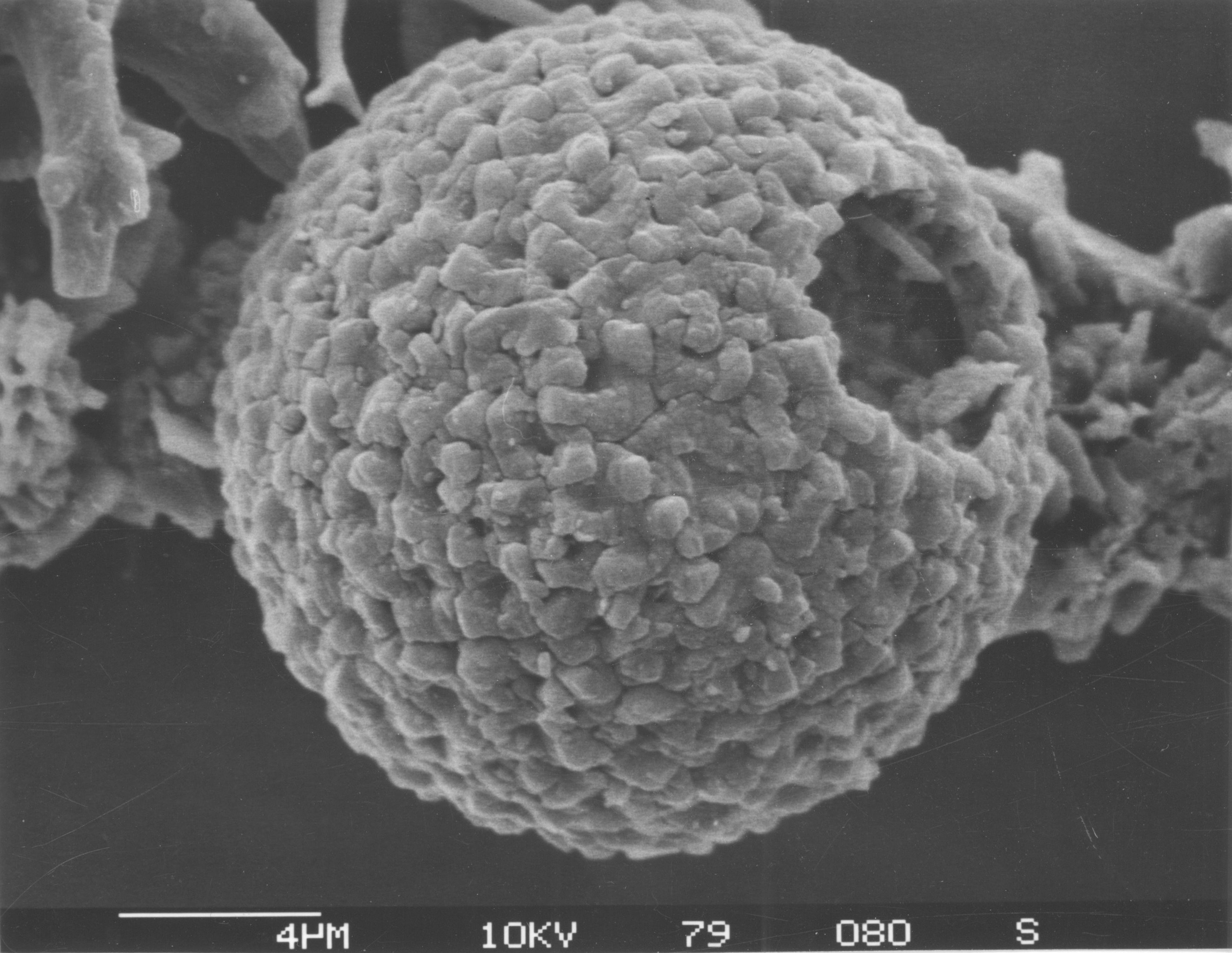
Thoracosphaera

- Datos: Q7168444
- Multimedia: Peridiniales / Q7168444
- Especies: Peridiniales